# Hypokeimenon

L'hypokeimenon (en grec ancien, ὑποκείμενον) est la substance, ou le sujet, d'un objet. Il s'agit d'un concept de philosophie métaphysique inventé par Aristote.

## Concept aristotélicien
Aristote définit, dans le livre Z de sa Métaphysique, les quatre sens de la substance (ousia). Il s'agit ou bien de la quiddité (c'est-à-dire de sa détermination, sa forme), ou bien d'un universel, ou bien d'un genre, ou bien d'un substrat (hypokeimenon). L'hypokeimenon a donc à la fois le sens de substance, et plus particulièrement, de substrat. 
L'hypokeimenon signifie qui a la fonction de support (substrat). L'hypokeimenon est ce qui reçoit les formes, c'est-à-dire la matière. La matière se pose sur ce substrat. Ainsi, l'hypokeimenon est ce qui reçoit les attributs, qui peuvent être accidentels. Le préfixe hypo désigne ce qui est en-dessous, car l'hypokeimenon est une véritable base, un fondement, de la chose. En tant qu'il est substrat, l'hypokeimenon subsiste aux changements. S'il disparaît, la chose n'est plus.
On ne peut en faire un prédicat ; il peut seulement prédiquer. 

## Postérité

### Plotin et l'assise de la réalité de l'âme
Le concept d'hypokeimenon connaît une grande postérité. Plotin le mobilise pour qualifier l'ousia (l'essence) de l'âme. Cela permet ainsi de distinguer celle-ci du simple logos. En effet, l'hypokeimenon donne une assise à la réalité de l'âme.

### Scolastique et théologie chrétienne
Il est réinvesti par la scolastique et la théologie chrétienne.

### Heidegger et la métaphysique occidentale
Il est ensuite utilisé par Martin Heidegger, notamment dans l'Être et Temps. Heidegger soutient que le concept d'hypokeimenon est un de ceux qui ont la plus grande postérité dans la métaphysique occidentale, car il a fait du sujet le centre de référence de la totalité de l'étant.